# Scrophularia ghahremanii
Scrophularia ghahremanii är en flenörtsväxtart som beskrevs av Farideh Attar och Hamzehee. Scrophularia ghahremanii ingår i släktet flenörter, och familjen flenörtsväxter. Inga underarter finns listade i Catalogue of Life.